# Chích bụi rậm nâu
Locustella luteoventris là một loài chim trong họ Locustellidae.